# Nurul Islam
Pour les articles homonymes, voir Islam (homonymie).
Nurul Islam (en bengali : নুরুল ইসলাম) est un économiste bangladais né en 1929 à Chittagong (Raj britannique) et mort le 9 mai 2023 à Washington (district de Columbia).
Connu pour son rôle dans la guerre d'indépendance du Bangladesh contre le Pakistan au début des années 1970, ainsi que pour son rôle de leader économique, de 1972 à 1975, en tant que vice-président de la Commission de planification, il était l'un des plus proches conseillers et confidents de Sheikh Mujibur Rahman, le premier père fondateur et premier Premier ministre du Bangladesh, et père de la Première ministre Sheikh Hasina. Islam a servi de mentor à de nombreux acteurs politiques et acteurs du pouvoir bengali (notamment Fakhruddin Ahmed et Muhammad Yunus),.
Il a été vice-président de la première commission de planification du Bangladesh. Il est l'un des principaux contributeurs au mouvement en six points présenté au gouvernement du Pakistan occidental pendant la lutte pour l'indépendance. En 1961, Islam, Rehman Sobhan et Habibur Rehman ont organisé un séminaire sur les disparités économiques entre le Pakistan occidental et le Pakistan oriental.
Il a reçu le prix de la Banque du Bangladesh (2009) pour ses contributions à l'économie du développement théorique et appliquée. Il est l'auteur de 29 livres au total.

## Biographie

### Jeunesse et éducation
Nurul Islam a grandi à Chittagong. Il a obtenu son IA au Chittagong College. Après avoir étudié au Presidency College de Calcutta et à l'université de Dacca, il a obtenu son doctorat en économie à l'université Harvard en 1955.

### Carrière
Nurul Islam a rejoint l'Université de Dacca en tant que professeur associé d'économie en 1960. En 1965, il quitte l'université pour devenir directeur de l'Institut pakistanais d'économie du développement (qui deviendra plus tard l'institut bangladais d'études du développement (en)), et ministre du gouvernement en tant que chef de la première Commission de planification du Bangladesh. Il est retourné à Dacca en 1969,.
Nurul Islam a été boursier de la fondation Nuffield (en) à la London School of Economics et à l'université de Cambridge. Il a également été Rockefeller fellow à la Netherlands School of Economics et au St Antony's College de l'université d'Oxford.
Nurul Islam a été directeur général adjoint du département de politique économique et sociale de l'Organisation des Nations unies pour l'alimentation et l'agriculture (FAO) et vice-président de la commission de planification du gouvernement du Bangladesh de 1972 à 1975.

### Vie privée
À partir de 2019, Nurul Islam réside avec sa femme Rowshan à Potomac, dans le Maryland et à Washington. Il est le père de l'économiste Roumeen Islam, et de l'entrepreneur Nayeem Islam. Sa petite-fille Leila Islam est étudiante à la Stanford Graduate School of Business.

## Récompenses
Nurul Islam est récipiendaire du Bangladesh Bank Award depuis 2009 et du BDI Lifetime Achievement Award depuis 2013,.